# Peptyd glukagonopodobny 1
Peptyd glukagonopodobny 1, GLP-1 – hormon jelitowy należący do grupy inkretyn. Jego sekwencja została odkryta w latach 80. XX wieku przez Svetlanę Mojsov z Uniwersytetu Rockefellera. Syntetyczne wersje peptydu, używane do aktywowania receptorów tego hormonu, nazywane są agonistami receptora GLP-1. 
Wśród licznych efektów metabolicznych GLP-1 znajdują się zależna od glukozy stymulacja wydzielania insuliny, zmniejszenie opróżniania żołądka, hamowanie przyjmowania pokarmu, czy też zwiększenie natriurezy i diurezy. GLP-1 ma również działanie kardio- i neuroprotekcyjne, zmniejsza stan zapalny i apoptozę oraz ma wpływ na uczenie się, pamięć, i zachowania związane z nagradzaniem. 
Naturalny GLP-1 ma bardzo krótki okres półżycia, sięgający 1-2 minut, zależnie od gatunku. Ma na to wpłw przede wszystkim reagowanie z enzymem DPP-4 i wydalanie z moczem. Większość GLP ulega rozkładowi już w naczyniach włosowatych jelita. Około 25% dociera do wątroby, a jedynie 10-15% wchodzi do obiegu ogólnoustrojowego.
Część GLP-1 krążącego we krwi wiążę się bezpośrednio z receptorami na trzustce, pobudzając uwalnianie insuliny. Hormon przyczepia się również do zakończeń na nerwie błędnym, a ten pośrednio przekazuje sygnał wydzielania lub hamowania wydzielania insuliny przez trzustkę. 
Receptory GLP-1 zlokalizowano w całym organizmie człowieka, z mózgiem włącznie.